# De piraten van Pandarve
De piraten van Pandarve is een stripalbum uit 1983 en het tiende deel uit de stripreeks Storm, getekend door Don Lawrence naar een scenario van Martin Lodewijk. Het is het eerste deel van de subreeks De kronieken van Pandarve.

## Verhaallijn
Aan de rand van kosmos slaagt Marduk, theocraat van Pandarve, er in om met behulp van een ei van Pandarve Storm (vergezeld door Roodhaar) naar zijn planeet te transporteren. De transportatie wordt kort voor aankomst van het duo afgebroken en Storm en Roodhaar raken gescheiden van elkaar. Storm komt terecht op een van de vele dochterplaneten van Pandarve waar hij als slaaf in de watermijnen belandt. Hij ontmoet er Nomad en met diens hulp weet hij de mijnen te ontvluchten. Met een bemanning van ex-slaven zet hij koers richting Pandarve, waar Roodhaar gevangen wordt gehouden door Marduk.